# Planell de Motes
El Planell de Motes és una plana agrícola i una partida rural del terme municipal de Conca de Dalt, a l'antic terme d'Hortoneda de la Conca), al Pallars Jussà. És en territori del poble d'Hortoneda.
Està situat a la dreta de la llau del Rebollar i a l'esquerra de la llau dels Pastors, al nord de les Boïgues de Mitges i a migdia de la Cova. És també a ponent del Prat del Bedoll i de la Font de l'Escolà, i al sud-est del Rebollar.
Consta d'1,1404 hectàrees de pastures.